# Coniopteryx (Xeroconiopteryx) orba
Coniopteryx (Xeroconiopteryx) orba is een insect uit de familie van de dwerggaasvliegen (Coniopterygidae), die tot de orde netvleugeligen (Neuroptera) behoort. 
Coniopteryx (Xeroconiopteryx) orba is voor het eerst wetenschappelijk beschreven door Rausch & H. Aspöck in 1978.